# Östen (runristare)

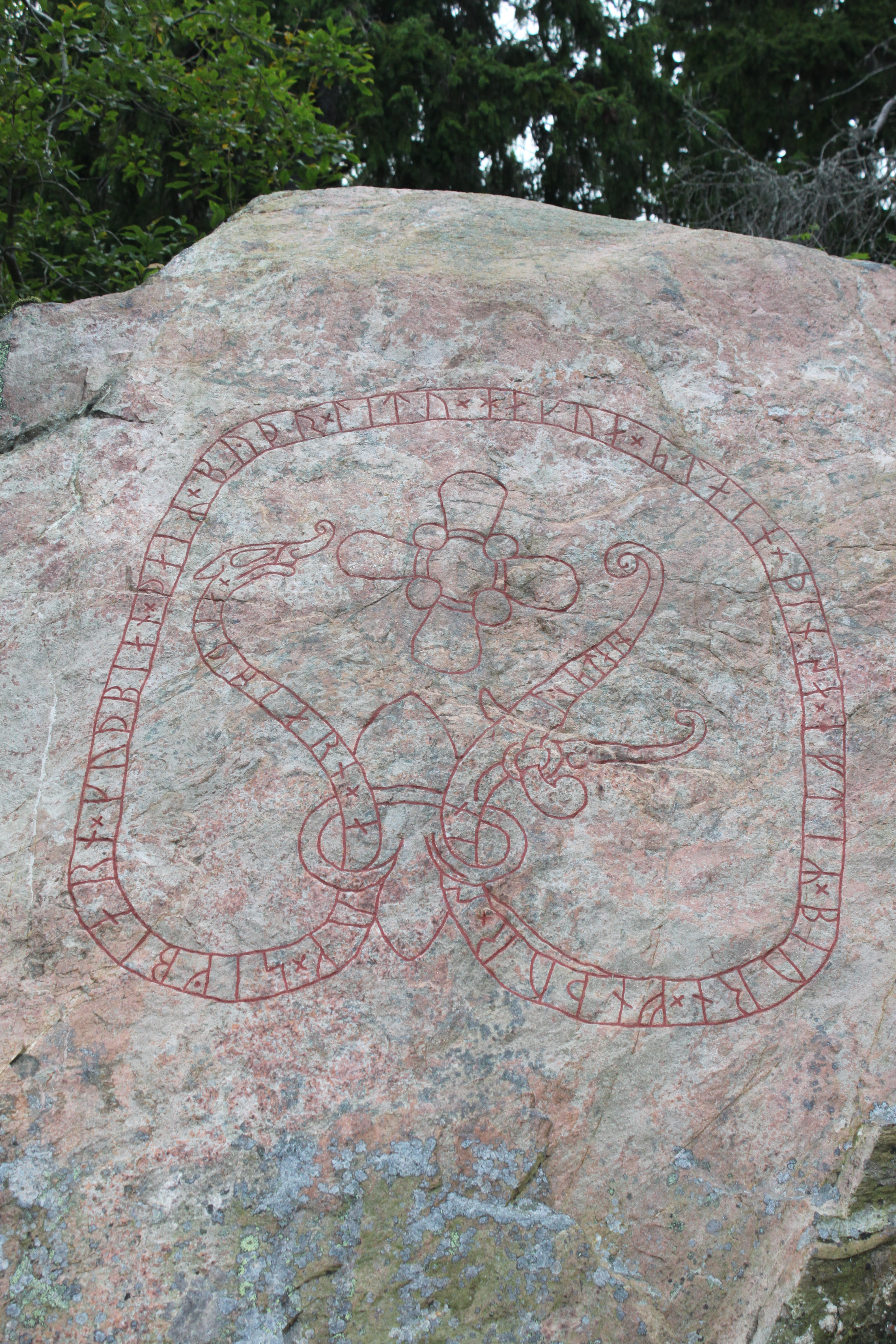
Sö 344

Östen var verksam som runristare kring 1070-talet inom ett mycket begränsat område i mellersta Sverige kring Turinge, 8 km väster om Södertälje. 
Hans verk kan tillskrivas till två olika stilgrupper: ristningen vid Vitsand och Björköstenen kan bestämmas inom Pr 3, medan ristningarna vid Gamla Turingevägen, Sö 311 och Sö 312, har bestämts som Pr 3 resp. Pr 4. Dessa två ristningar har samma beställare, Holmfast, och ristades efter Holmfasts föräldrar vid samma tillfälle eller inom kort tidsperiod. Ristningen vid Kiholm (Sö 344) och Turingestenen Sö 338 har förts till stilgrupper Pr 3 resp. Pr 4, men de har nästan identiska ornamentiken. Stilgruppar Pr 3 och Pr 4 brukar dateras till ca 1045–75 och ca 1070–1100, så att Östen arbetade vid övergången mellan dessa två, ungefär på 1070-talet. Östens rundjurshuvuden har paralleller i ristningar av runristare Fot, som kanske följde samma stilutveckling vid samma tidsperiod. 

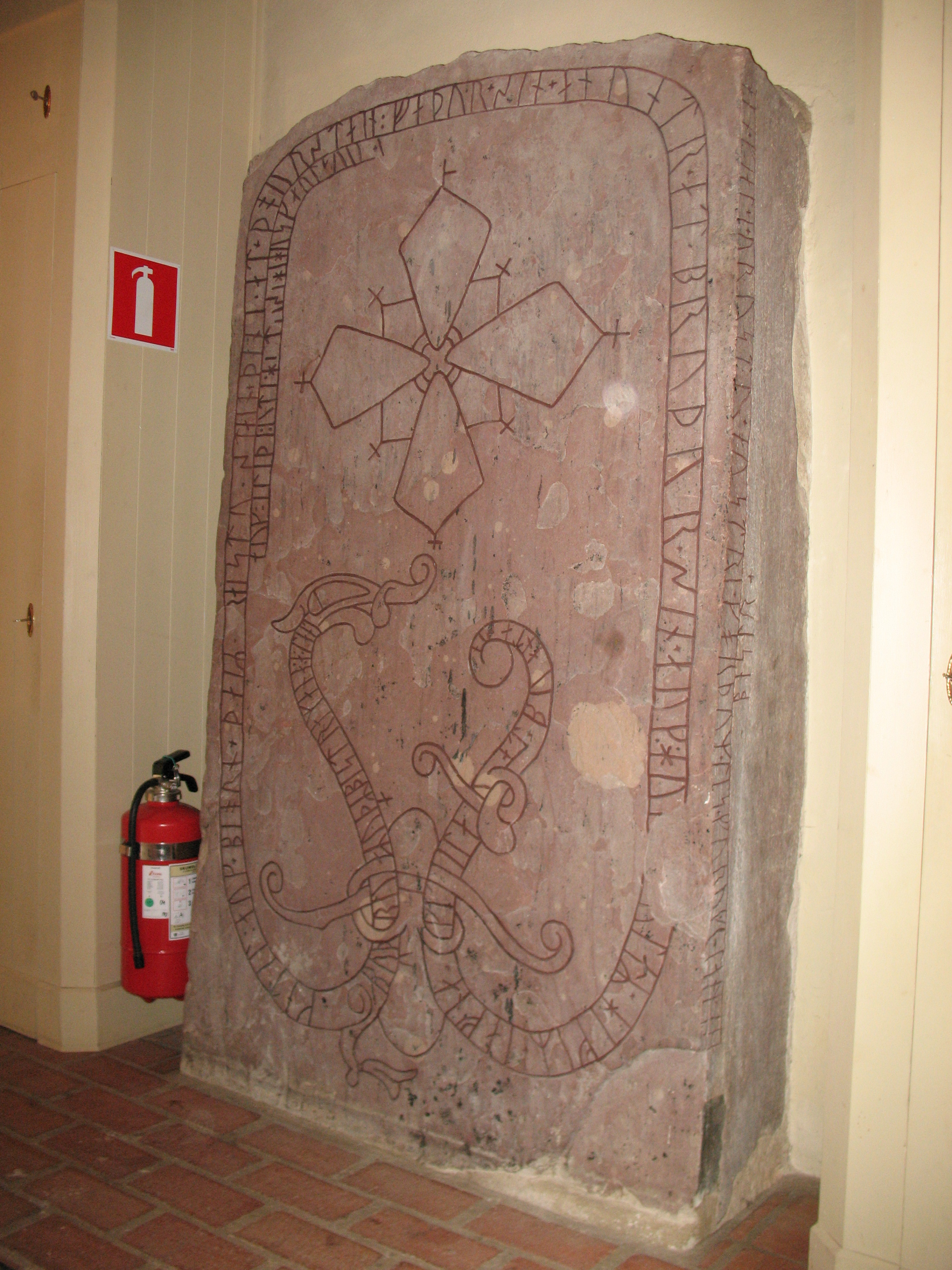
Sö 338

## Signerade ristningar
- U 6 ...ain × ...
- U 590 · ustain ·
- Sö 311, Sö 313,  Sö 312 (med förkortad ristarsignatur aystain)
- Sö ATA-322-1467-2011 --stain × risti
- Sö 344 -ystain[1]

## Attribuerade ristningar
- U 8 (fragment av U 6)
- U 593
- Sö 310  Holmfast lät ... efter Kleve, fader ...
- Sö 338[1]